# Verband Deutscher Sportfischer

Logo des VDSF

Der Verband Deutscher Sportfischer e. V. (VDSF) war bis 2013 neben dem Deutschen Anglerverband (DAV) der größere der zwei Dachverbände der deutschen Angelfischer. Der VDSF wurde 1946 gegründet und hatte seinen Sitz in Offenbach. Im Juni 2013 ist der VDSF im Deutschen Angelfischerverband aufgegangen.
Historisch betrachtet war der VDSF der bundesrepublikanische Dachverband und der DAV der Dachverband der DDR, wobei später beide Verbände in allen deutschen Bundesländern vertreten waren. Der VDSF bestand aus 23 Landesverbänden mit etwa 7.000 Vereinen, in denen insgesamt rund 670.000 Mitglieder organisiert sind. Der VDSF war gemeinnützig und nach § 59 des Bundesnaturschutzgesetzes ein anerkannter Naturschutzverband.
Er war sowohl national als auch international tätig und Mitglied im Deutschen Fischerei-Verband, im Deutschen Olympischen Sportbund, in der Vereinigung Deutscher Gewässerschutz, in der International Union for Conservation of Nature and Natural Resources, im Bundesverband für Umweltberatung, in der European Anglers Alliance, in der Confédération Internationale de la Pêche Sportive, in der internationalen Castingsportföderation, im Verband Deutscher Fischereiverwaltungsbeamter und Fischereiwissenschaftler sowie in der internationalen Vereinigung der Limnologen.
Neben dem Recht auf das (waidgerechte) Fangen von Fischen sah der Verband Deutscher Sportfischer allerdings auch den Schutz der Fließ- und Stillgewässer als seine Aufgabe an. Hierzu gehörten nach eigener Definition die Hege der Tiere und Pflanzen in ihrem Lebensraum sowie der Schutz der Gewässer und der sie umgebenden Natur. Konkret engagierten sich die Angler im VDSF
- für durchgängige Fließgewässer mit guter Wasserqualität
- durch Stellungnahmen zu behördlich geplanten Natureingriffen (der VDSF ist ein staatlich anerkannter Naturschutzverband mit Verbandsklagerecht)
- bei der Gewässeranalyse, z. B. zur Kontrolle der Gewässergüteklasse
- gegen Wasserkraftwerke, die ohne Fischweg betrieben werden
- gegen Hai-Finning: Das Abtrennen der begehrten Haiflossen bei lebendigem Leib, wonach der Fisch elend zugrunde geht.
- für Fischbesatz und Betrieb von Fischnachzuchtanlagen.
- für die Renaturierung von Fließgewässern

Der VDSF war seit 1991 an der Auswahl für den Fisch des Jahres und seit 2000 bei der Auswahl der Flusslandschaft des Jahres beteiligt.
Am 15. Februar 2013 hat der VDSF bei einer außerordentlichen Hauptversammlung die Vereinigung mit dem DAV zum Deutschen Angelfischerverband (DAFV) beschlossen. Am 17. November 2012 war die erste Abstimmung der VDSF zu einer Fusion gescheitert, da zwei Stimmen zur erforderlichen Zweidrittelmehrheit fehlten. Für Probleme hatte der Verdacht bei einigen Anglern des VDSF gesorgt, Funktionäre des DAV hätten mit der Stasi zusammengearbeitet. Zudem wurden teilweise die Angel-Wettkämpfe des DAV abgelehnt, da man sich selbst eher als Naturschutzverband sah. Diverse Anläufe zur Fusion der beiden deutschen bundesweiten Anglerverbände waren seit 1990 auch an der persönlichen Abneigung der jeweiligen Präsidenten gescheitert.